# Rue Royale (Paris)
Pour les articles homonymes, voir Rue Royale.
La rue Royale est une voie du 8e arrondissement de Paris.

## Situation et accès
Longue de 282 mètres, la rue débute de la place de la Concorde et se termine place de la Madeleine.
Elle mesure 22,80 m de large entre la place de la Concorde et la rue du Faubourg-Saint-Honoré et 43 m ailleurs.
Ce site est desservi, à son extrémité nord, par les lignes 8, 12 et 14 à la station Madeleine et, à son extrémité sud, par les lignes 1, 8 et 12 à la station Concorde.

## Origine du nom
Son nom provient du fait que cette voie fut ouverte pour donner accès à la place Louis-XV, actuelle place de la Concorde.

## Historique

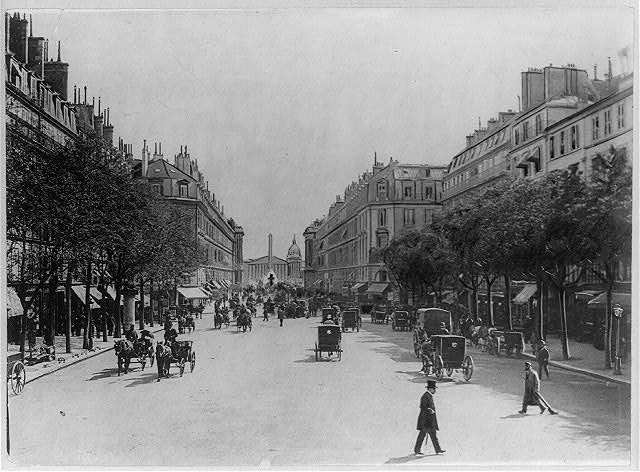
La rue Royale vers 1900, photographie anonyme, Washington, bibliothèque du Congrès.
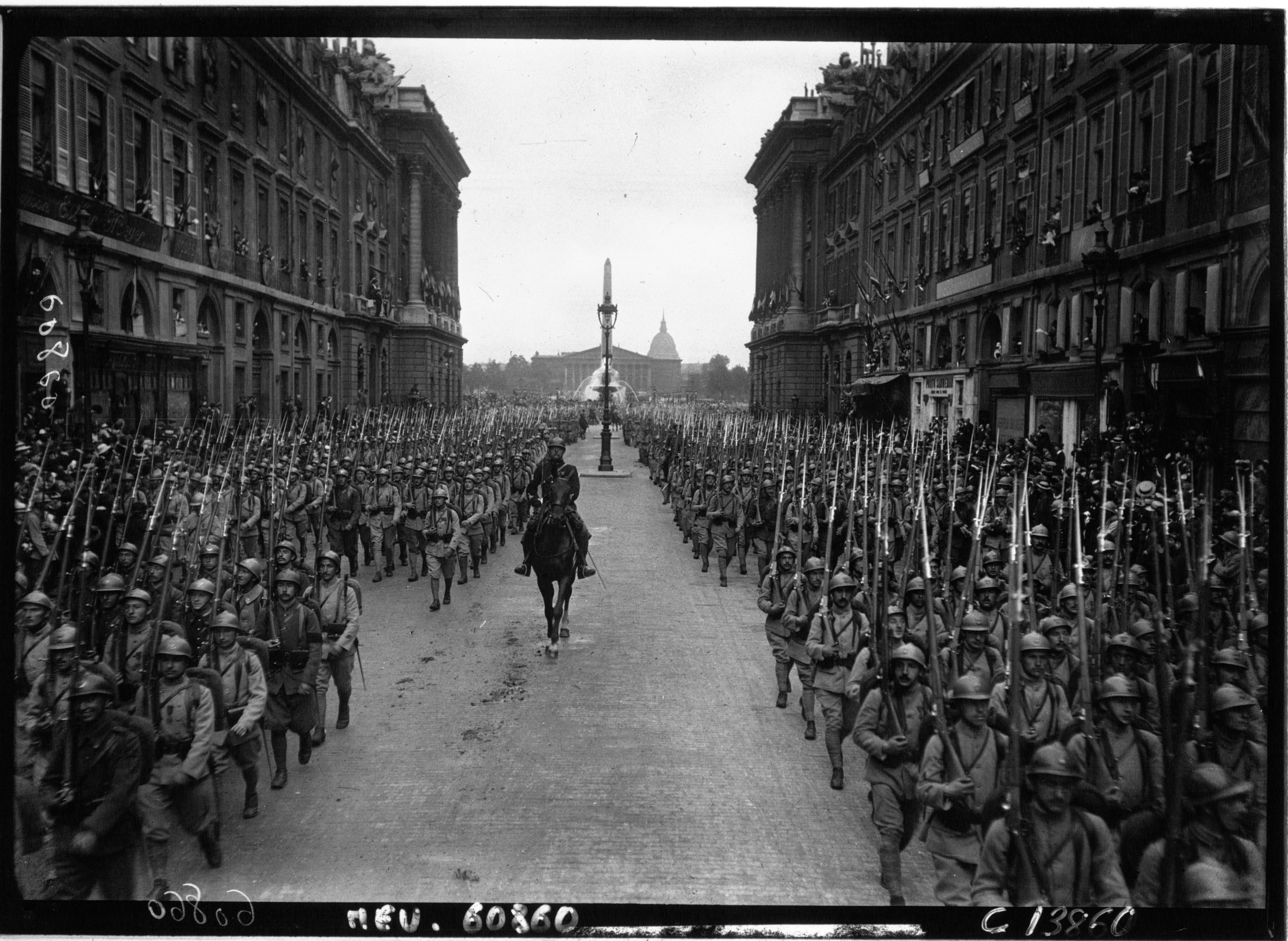
La rue Royale le 14 juillet 1916.
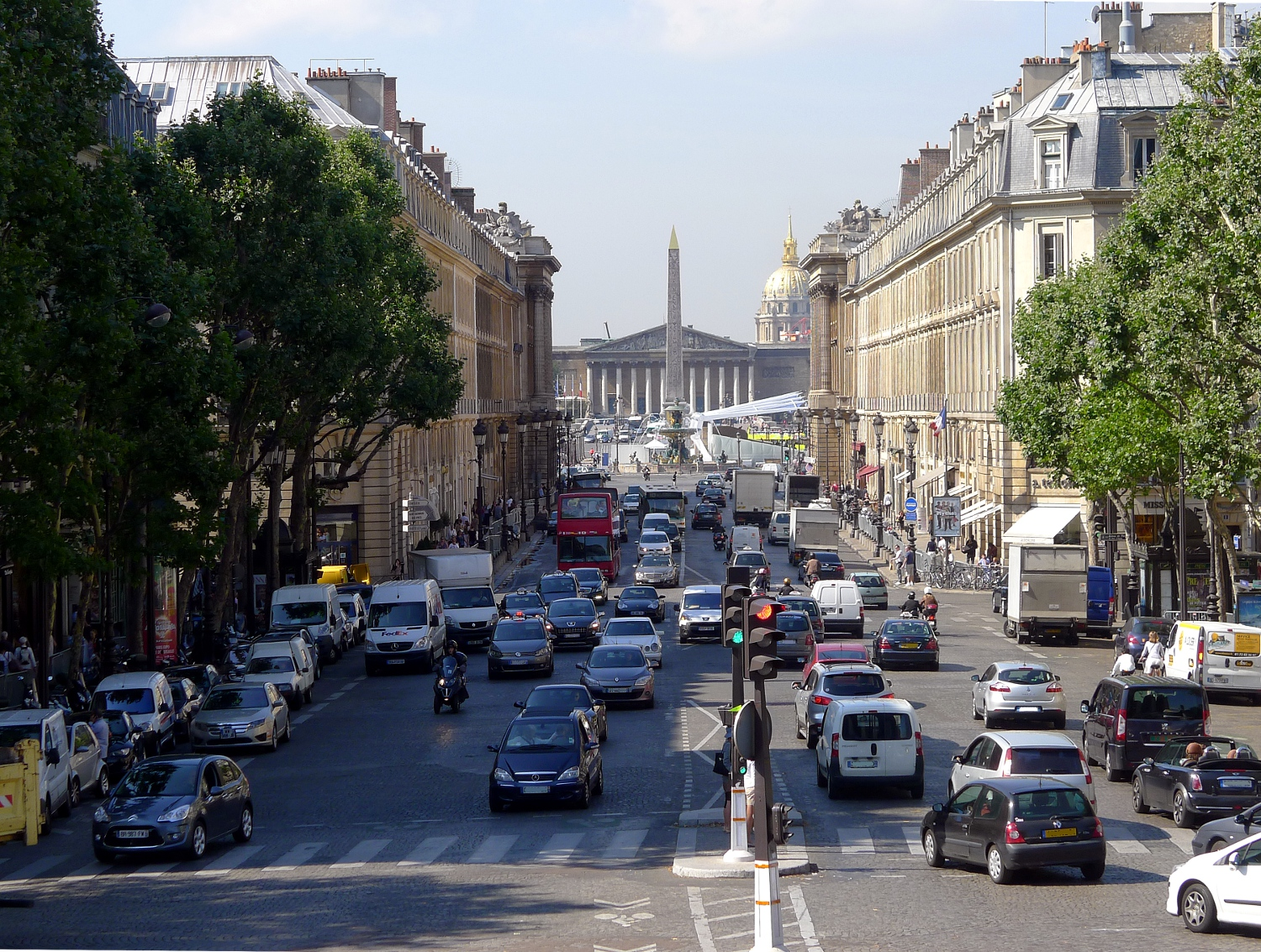
Même vue en 2011.

C'était à ses débuts un simple chemin le long des remparts de l'enceinte de Louis XIII, appelé d'abord chemin des Remparts, puis chemin des Fossés-des-Tuileries ou encore rue des Fossés-des-Tuileries. 
À la suite de la destruction en 1733 de la porte Saint-Honoré, qui se trouvait à l'angle de la rue Saint-Honoré, une nouvelle rue est aménagée en vertu des lettres patentes du 21 juin 1737, dans lesquelles le roi ordonne « que les façades des constructions à élever dans la nouvelle rue seraient établies d'après une architecture uniforme ».
À ces lettres patentes était annexé un plan qui assignait a cette voie publique le nom de rue Royale. Les alignements furent tracés conformément a un arrêt du Conseil du 14 novembre 1757.
La « rue Royale des Tuileries » a été bâtie à partir de 1758 sur un dessin de façade uniforme donné par Ange-Jacques Gabriel. Ce dessin a été prescrit, pour la partie de la rue située entre la place de la Concorde et le carrefour avec la rue du Faubourg-Saint-Honoré et la rue Saint-Honoré, par les lettres patentes des 21 juin 1757 et 30 octobre 1758.
Ce luxueux lotissement, destiné à accompagner la création de la place de la Concorde, fut réalisé pour l'essentiel par l'architecte et entrepreneur Louis Le Tellier qui répéta d'un lot à l'autre des plans et formules décoratives similaires. Sur rue, les élévations comportent cinq niveaux, le premier étage étant l'étage noble. Sur cour, le corps de logis en « L » offre l'aspect traditionnel d'un hôtel particulier parisien. L'escalier d'honneur, commun aux deux corps de logis, se trouve à la jonction de l'aile en retour du bâtiment sur cour et du bâtiment sur rue. Son extrémité sud, aboutissant place de la Concorde, est encadrée par deux hôtels identiques, œuvres de Gabriel, dont les façades à colonnade donnent sur la place : l’hôtel de la Marine à l'est et l’hôtel des Monnaies (occupé aujourd'hui par l'hôtel de Crillon et le siège de l'Automobile Club de France) à l'ouest.
Avec l'aide de son fils, Louis-Pierre (mort en 1786), Louis Le Tellier construisit d'abord, vers 1770, les nos 6 et 8. Ce n'est qu'entre 1781 et 1785 qu'il bâtit les nos 9, 11 et 13. On suppose que, pour la décoration intérieure des deux premiers immeubles, il s'adressa aux artisans qui venaient de travailler, sous sa direction, à l'hôtel de Tessé, quai Voltaire, c'est-à-dire le sculpteur Pierre Fixon, dit Fixon Père, associé depuis 1771 à son fils Louis-Pierre Fixon, le marbrier Lefranc et, peut-être, le menuisier Huyot, alors que Maréchal est attesté dans les bâtiments plus tardifs des nos 9, 11 et 13.
Vers 1792, la rue Royale fut rebaptisée « rue de la Révolution ». Elle devint ensuite la « rue Royale Saint-Honoré » puis, en 1795, la « rue de la Concorde ». Elle reprit son nom par arrêté préfectoral du 27 avril 1814.
Par ordonnance du 20 juin 1824, les abords de l'église de la Madeleine, sont réaménagés et plusieurs voies sont ouvertes et la rue Royale est prolongée :
« Louis, par la grâce de Dieu, roi de France et de Navarre, à tous ceux qui ces présentes verront, salut. Sur le rapport de notre ministre secrétaire d’État au département de l'Intérieur ;
vu le plan d'alignement de la place à former autour de l'église de la Madeleine et des autres voies qui devront y aboutir, dressé en exécution du décret du 10 septembre 1808 ;
vu la délibération du Conseil général du département de la Seine, faisant fonctions de Conseil municipal de la ville de Paris, en date du 14 mars dernier ;
vu le procès-verbal de la publication du plan et les réclamations qui se sont élevées contre les alignements proposés ;
vu l'avis du préfet du département ;
vu enfin le décret du 10 septembre 1808 ;
notre Conseil d’État entendu, nous avons ordonné et ordonnons ce qui suit :
- Article 1 : sont approuvés les alignements tracés par des lignes noires sur le plan ci-joint, dont les dispositions consistent :
  - 1° à former autour du monument de la Madeleine une place (la place de la Madeleine) de forme carrée et dont les côtés seront parallèles à ceux du temple ;
  - 2° à prolonger la rue Royale, conduisant de la rue Saint-Honoré à la principale entrée du temple, et à donner à ce prolongement une largeur de 43 mètres ;
  - 3° à ouvrir sur l'arrière-fond de la place, dans le prolongement de l'axe du monument et sur une largeur égale à celle de la rue Royale, une rue qui sera appelée rue Tronchet, et qui se terminera à la rue Neuve-des-Mathurins ;
  - 4° à former jusqu'à la rencontre de la rue d'Anjou, un boulevard sous la dénomination de boulevard Malesherbes, à angle correspondant au boulevard de la Madeleine, et sur une largeur de 43 mètres, pareille à celle de ce dernier boulevard ;
  - 5° à ouvrir, dans le prolongement du côté septentrional de la place, à gauche, et dans une largeur de 10 mètres, une rue sous la dénomination de rue Chauveau-Lagarde, aboutissant au nouveau boulevard, et, à droite, une seconde rue qui portera le nom de rue de Sèze formera le prolongement de la première, et se terminera au boulevard de la Madeleine, à l'extrémité de la rue de Caumartin.

- Article 2 : les propriétaires riverains seront tenus de se conformer, pour les constructions qu'ils voudraient élever, aux alignements indiqués par le plan ci-joint, sous la réserve des indemnités dues à raison de pertes ou d'acquisitions de terrains, et qui seront réglées conformément aux lois.
- Article 3 : il ne sera accordé aux propriétaires des terrains et maisons situés sur la partie à droite du prolongement de la rue Royale aucune autorisation de s'avancer sur l'alignement qu'autant que les bâtiments du côté opposé auraient reculé.
- Article 4 : notre ministre secrétaire d’État au département de l'Intérieur est chargé de l'exécution de la présente ordonnance.

Donné au château des Tuileries, le 2 juin de l'an de grâce 1824, et de notre règne le vingt-neuvième.
Signé : Louis. »

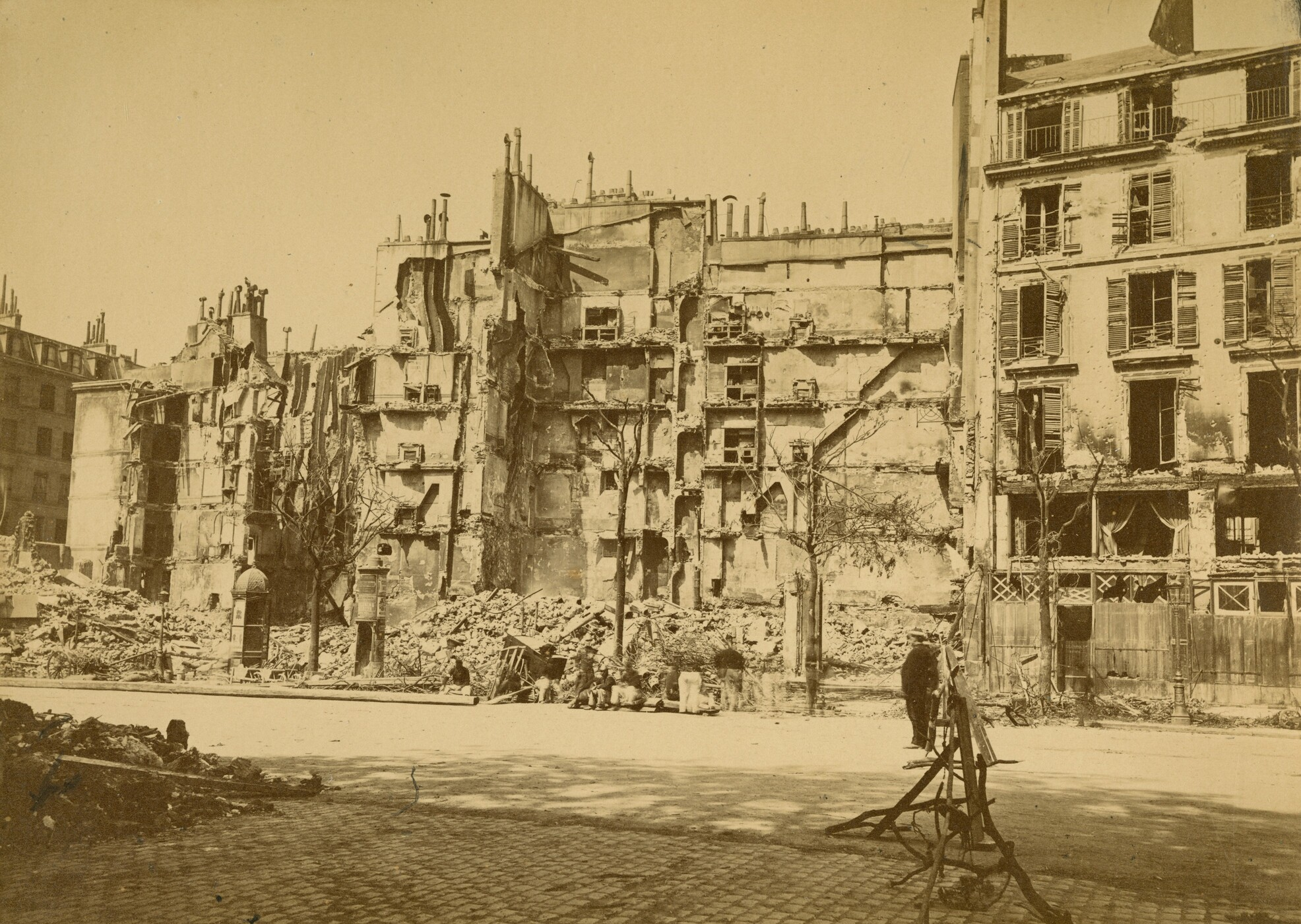
Rue Royale de Paris sous le Commune par Alphonse Liebert, 1871. Department of Image Collections, National Gallery of Art Library.

Après la Restauration, la rue Royale perdit progressivement son caractère résidentiel et devint l'un des hauts lieux du commerce de luxe parisien, particulièrement à partir de la fin du XIXe siècle. Les grands joailliers-bijoutiers quittèrent alors le quartier du Palais-Royal pour s'installer rue Royale. En effet, on y trouve aujourd'hui les boutiques de grandes enseignes de luxe telles que Chanel, Dior, Gucci, Cerruti.
Sous la Commune de Paris, les maisons portant les nos 15, 16, 19, 21, 23, 24, 25, 27 furent incendiées et le quartier fut très éprouvé durant les combats.

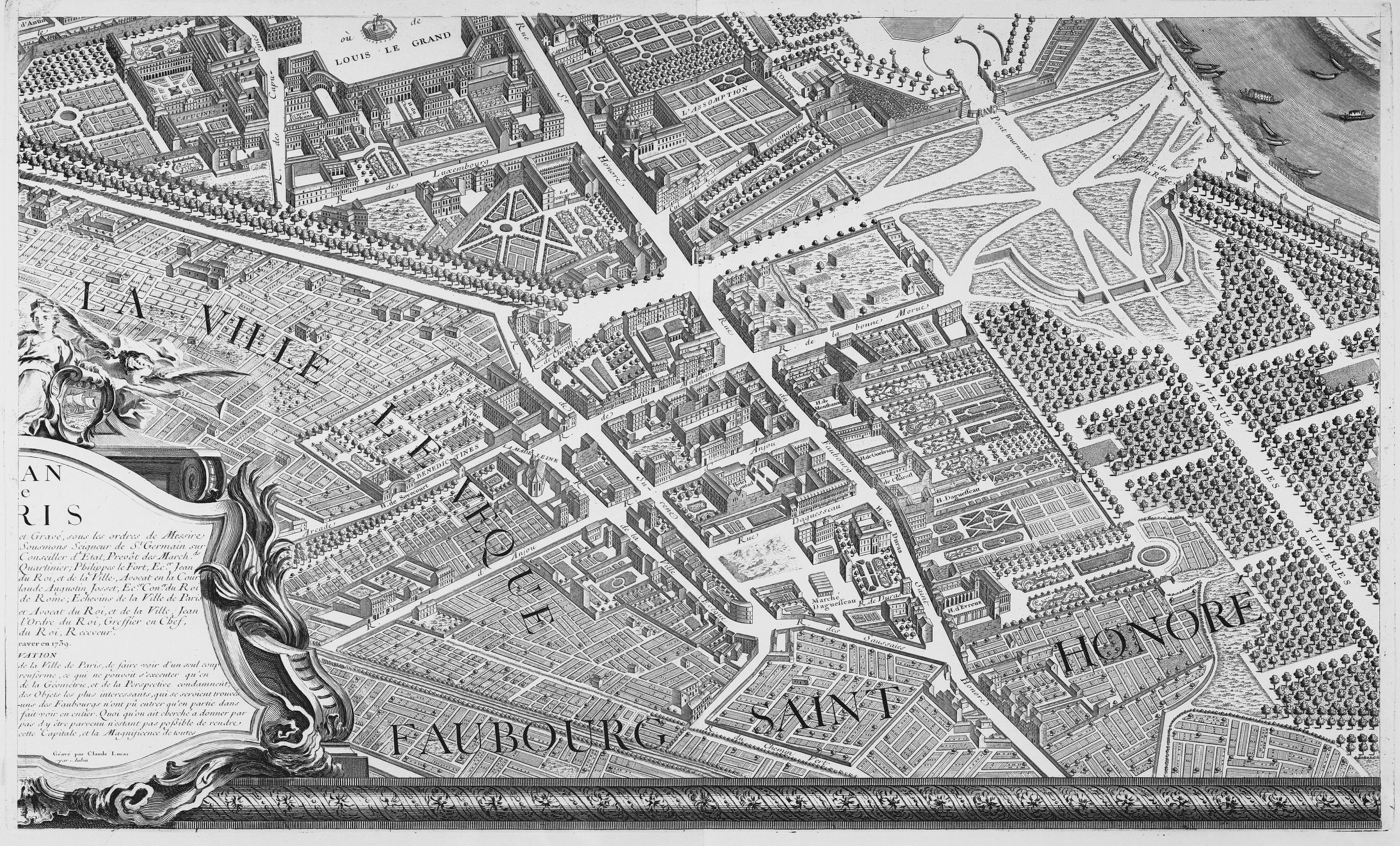
Emplacement de la future rue Royale sur le plan Turgot, 1739.
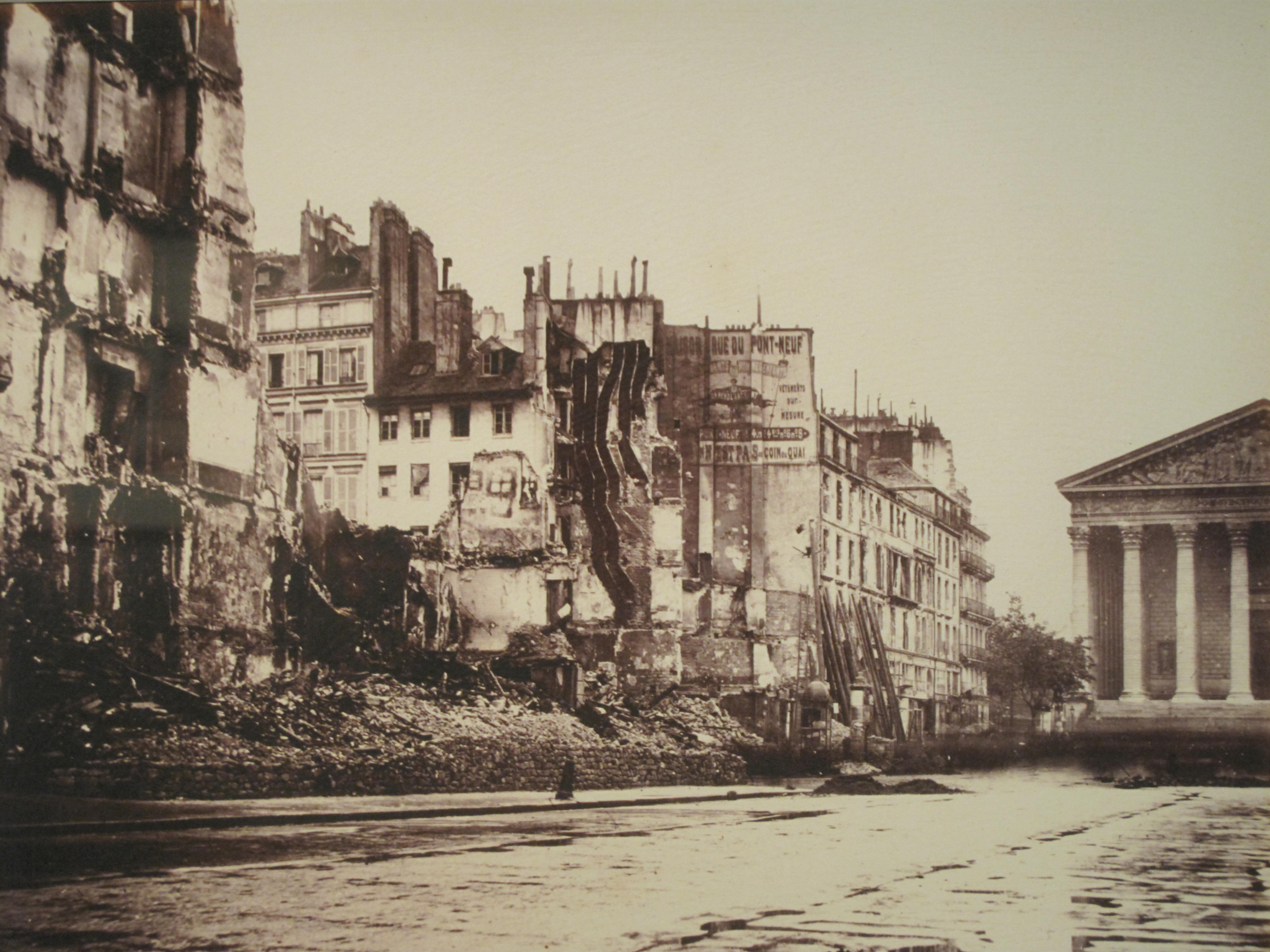
La rue Royale après les combats et les incendies de la Commune (mai 1871), document non sourcé.
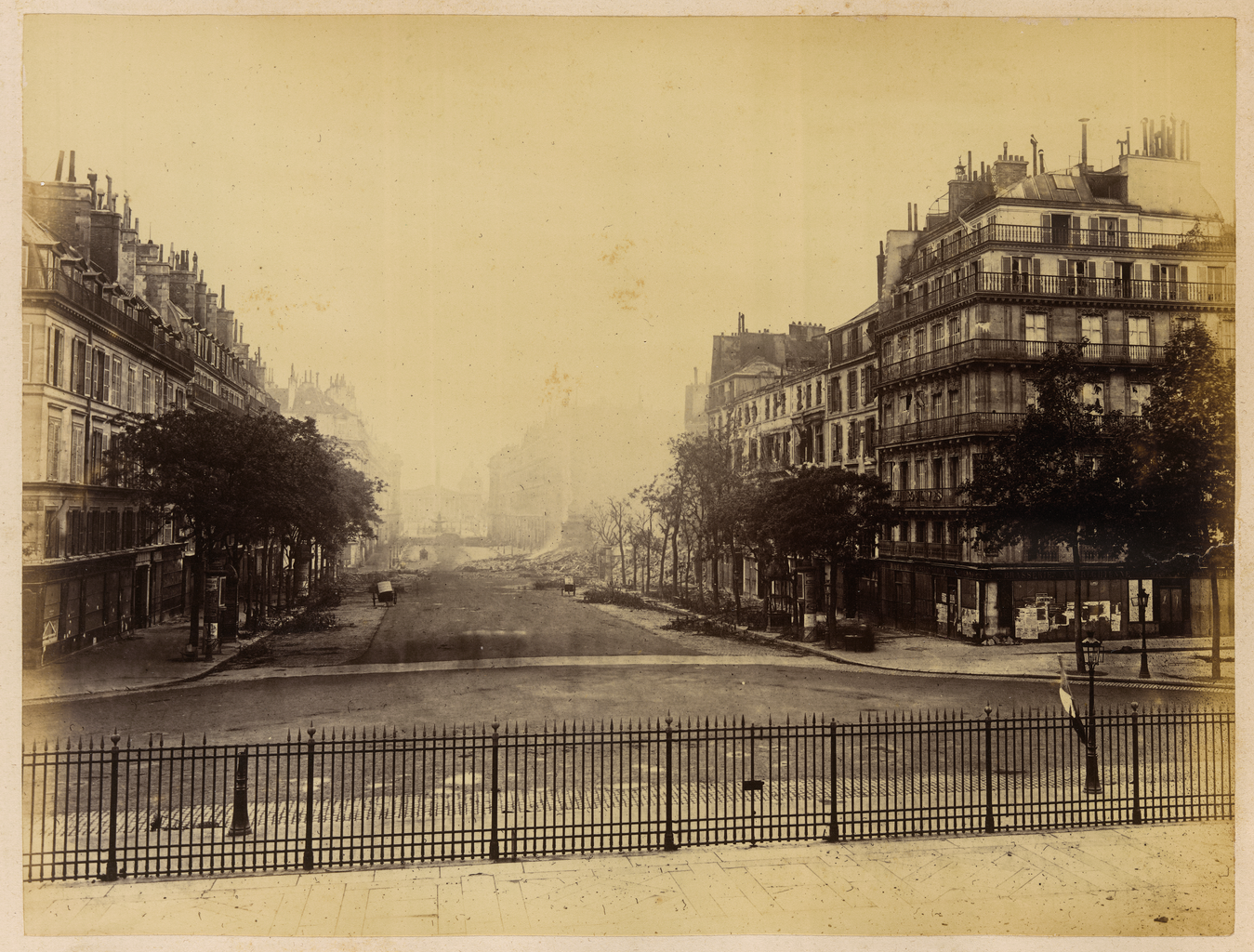
Bruno Braquehais, Paris. Rue Royale. Prise de vue depuis les marches de la Madeleine (après mai 1871), Bibliothèque nationale du Brésil.
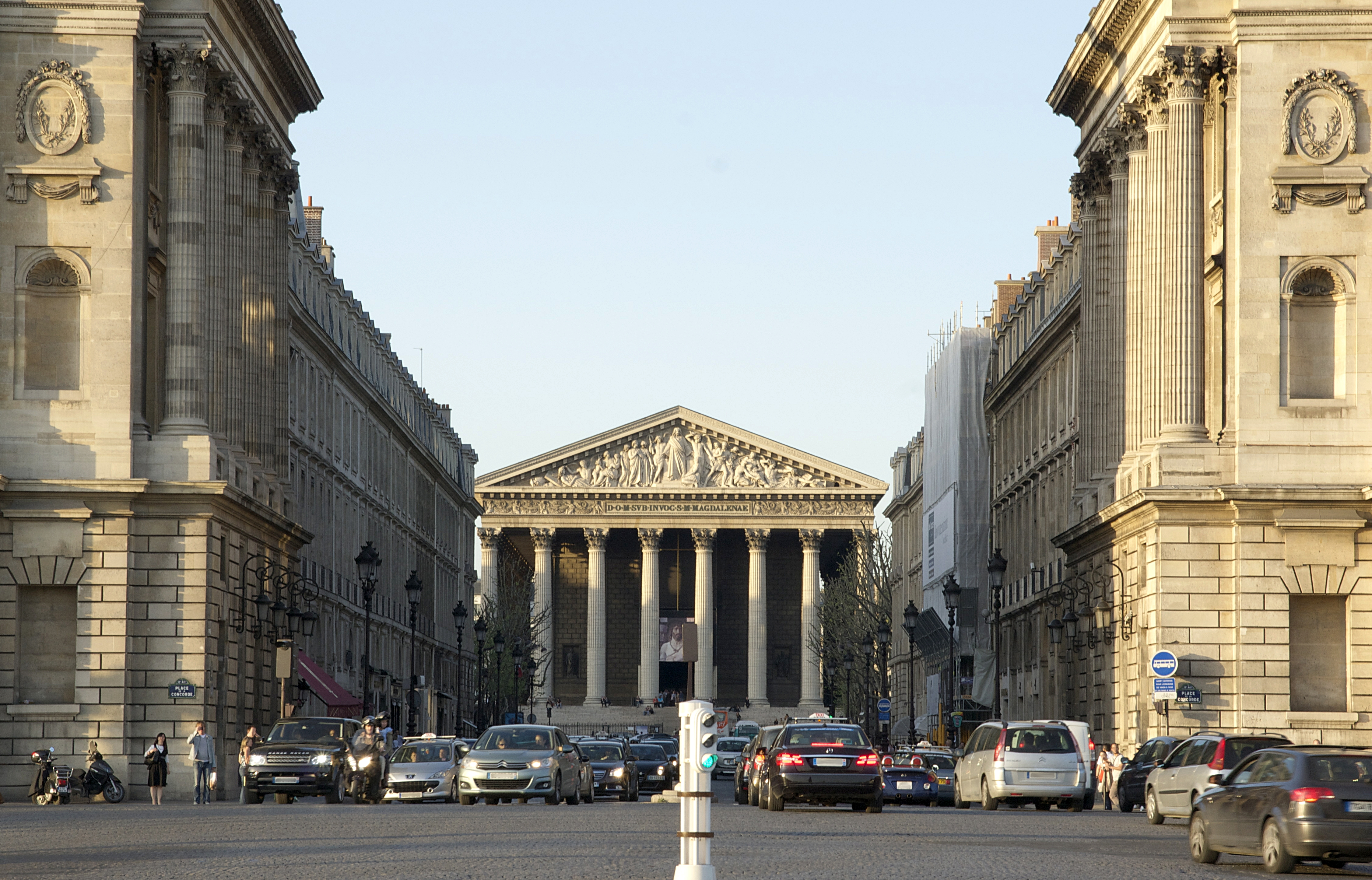
La rue Royale en 2011.

En juillet 1936, des militantes pour le droit de vote des femmes s'enchaînent les unes aux autres rue Royale pour bloquer la circulation,.

## Bâtiments remarquables et lieux de mémoire
Les immeubles ont été élevés par Étienne-Louis Boullée (no 3) ou Louis Le Tellier (nos 6, 8, 9, 11, 13). Certains d'entre eux ont conservé des décors d'origine (nos 6, 7, 8, 11, 13).
- No 1 : hôtel à l'angle de la place de la Concorde où, le 6 février 1778, Conrad Alexandre Gérard au nom du roi Louis XVI, Benjamin Franklin, Silas Deane, Arthur Lee ont signé les traités par lesquels la France a été le premier pays à reconnaître l'indépendance des États-Unis d'Amérique. L'ingénieur Philippe de Girard y est mort le 26 août 1845 chez une de ses nièces, la comtesse Vernède de Corneillan (plaque commémorative).

Entre 1856 et 1865, siège du Cercle de la rue Royale, recréé dès 1865 avec de nouveaux membres et qui perdure jusqu'en 1916.
Entre la place de la Concorde et le restaurant Maxim's, sur le pilastre sud de l'entrée du no 1, on peut voir le fac-similé d'une affiche de la mobilisation française de 1914. L'affiche originale ayant été oubliée longtemps après le début des hostilités, la ville de Paris a décidé de perpétuer cet oubli, en remplaçant toutefois l'affiche devenue illisible par une nouvelle, protégée par un coffrage vitré.

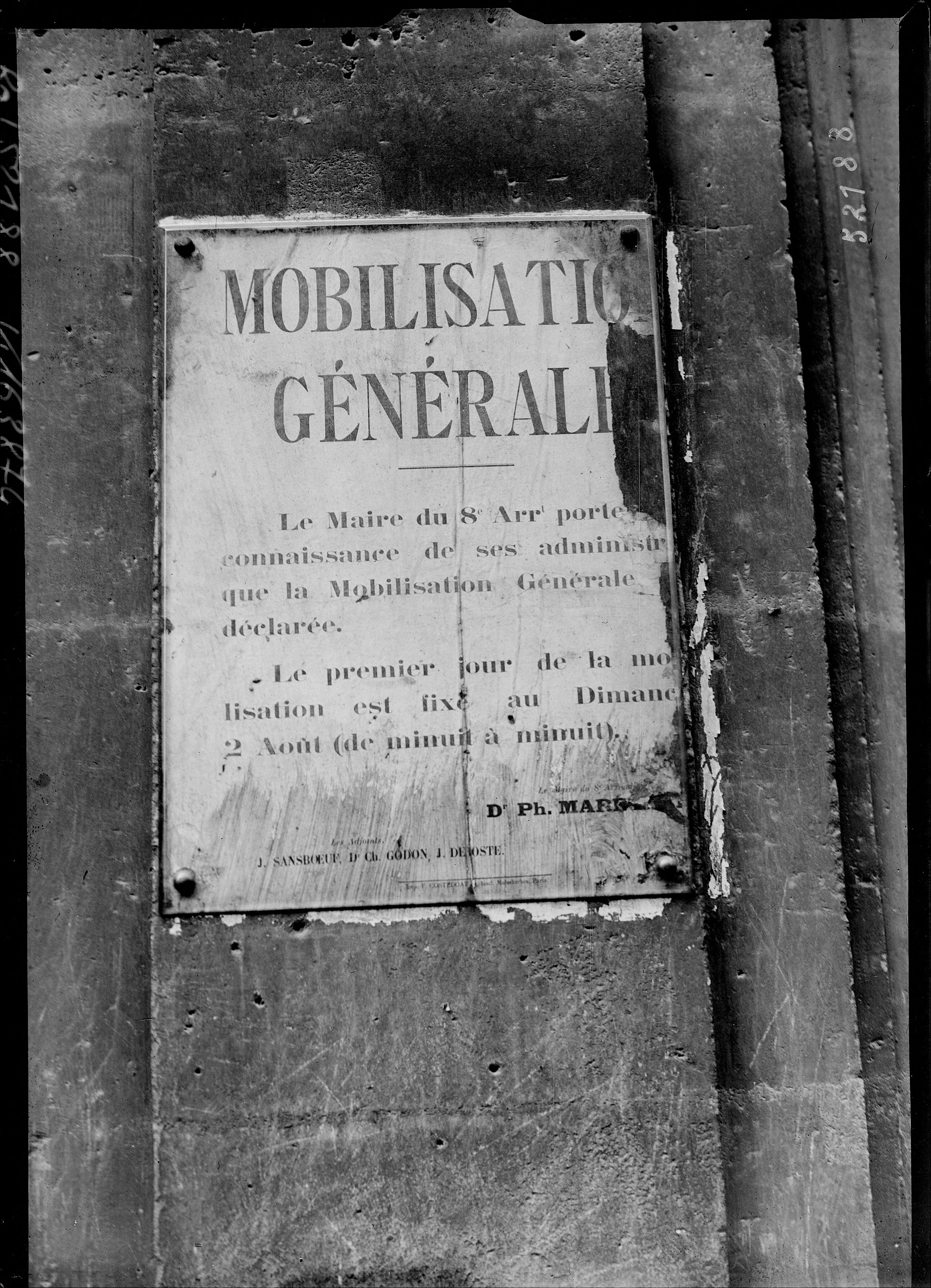
L'affiche d'origine.
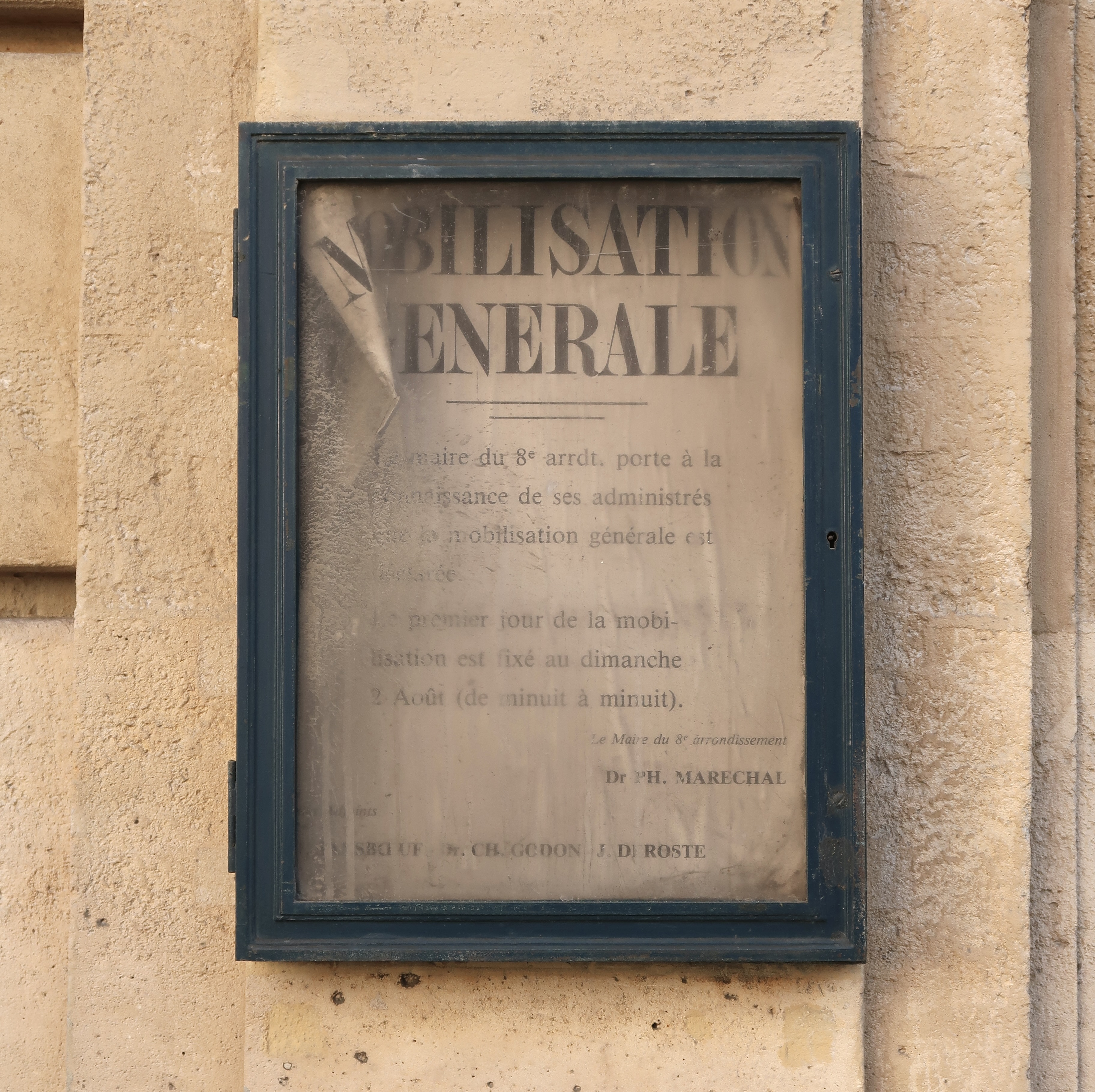
L'affiche actuelle.

- No 2 : hôtel de la Marine, ancien hôtel du Garde-Meuble de la Couronne jusqu'à la Révolution. Il a été durant deux siècles ensuite le siège de l'état-major de la Marine jusqu'en 2015 avant d'être entièrement restauré, de se voir rattaché au Centre des monuments nationaux et d'être en partie ouvert à la visite.
- No 3 : hôtel de Richelieu. Le restaurant Maxim's établi à cette adresse depuis 1893 est remarquable pour sa devanture et son décor intérieur Art nouveau (1899).
- No 5 : ancienne adresse de boutique de mode Molyneux, établi en 1919. En 1935(?), le parfum Rue Royal (sic) a été créé.
- No 6 : hôtel Le Roy de Senneville. Construit en 1769 par Louis Le Tellier pour Jean-François Le Roy de Senneville (1715-1784), secrétaire du roi de 1752 à 1780 et fermier général de 1772 à 1780[7]. Lui succéda Marc-Antoine Randon de La Tour, trésorier général de la Maison du Roi, condamné à mort par le Tribunal révolutionnaire le 7 juillet 1794 et guillotiné le jour même[8]. Madame de Staël y a loué l'appartement sur cour à l'occasion de son dernier séjour à Paris, à compter d'octobre 1816 et y a vécu recluse après l'attaque cérébrale dont elle fut victime en février 1817 en se rendant à un bal chez le duc Decazes[2]. Elle finit ses jours le 14 juillet 1817 dans une maison de Sophie Gay, proche de la rue Neuve-des-Mathurins. En 1881, avant d'occuper également le no 9, la célèbre maison de décoration Jansen s'installa dans la travée située à gauche de la porte cochère, incorporant l'ancien appartement de Mme de Staël au moyen d'un escalier monumental pris sur d'anciennes écuries, et relié à une construction du début du XXe siècle édifiée sur la cour. À droite de la porte cochère, le joaillier Fouquet commanda en 1901 pour sa boutique un remarquable décor de style 1900 conçu par Alfons Mucha et réalisé avec l'aide de la Maison Jansen[9]. À l'étage noble, deux salons ont conservé leur décor d'origine des années 1770. Le passage cocher a conservé sa voûte plate. L'escalier d'honneur subsiste avec sa rampe en fer forgé de l'époque de Louis XV. L'ancien appartement de Mme de Staël est aujourd'hui occupé, depuis 1983, par l'antiquaire Grunspan.
- No 8 : hôtel de La Tour du Pin-Gouvernet, construit en 1769 par Louis Le Tellier. L'architecte Ange-Jacques Gabriel y a habité[10],[3]. Adrien Hébrard, propriétaire de la fonderie Hébrard, y possédait une galerie où il présentait les œuvres de ses artistes. À partir de 1933-1934, la maison de haute couture de Jenny Sacerdote s'y installe[11],[12].

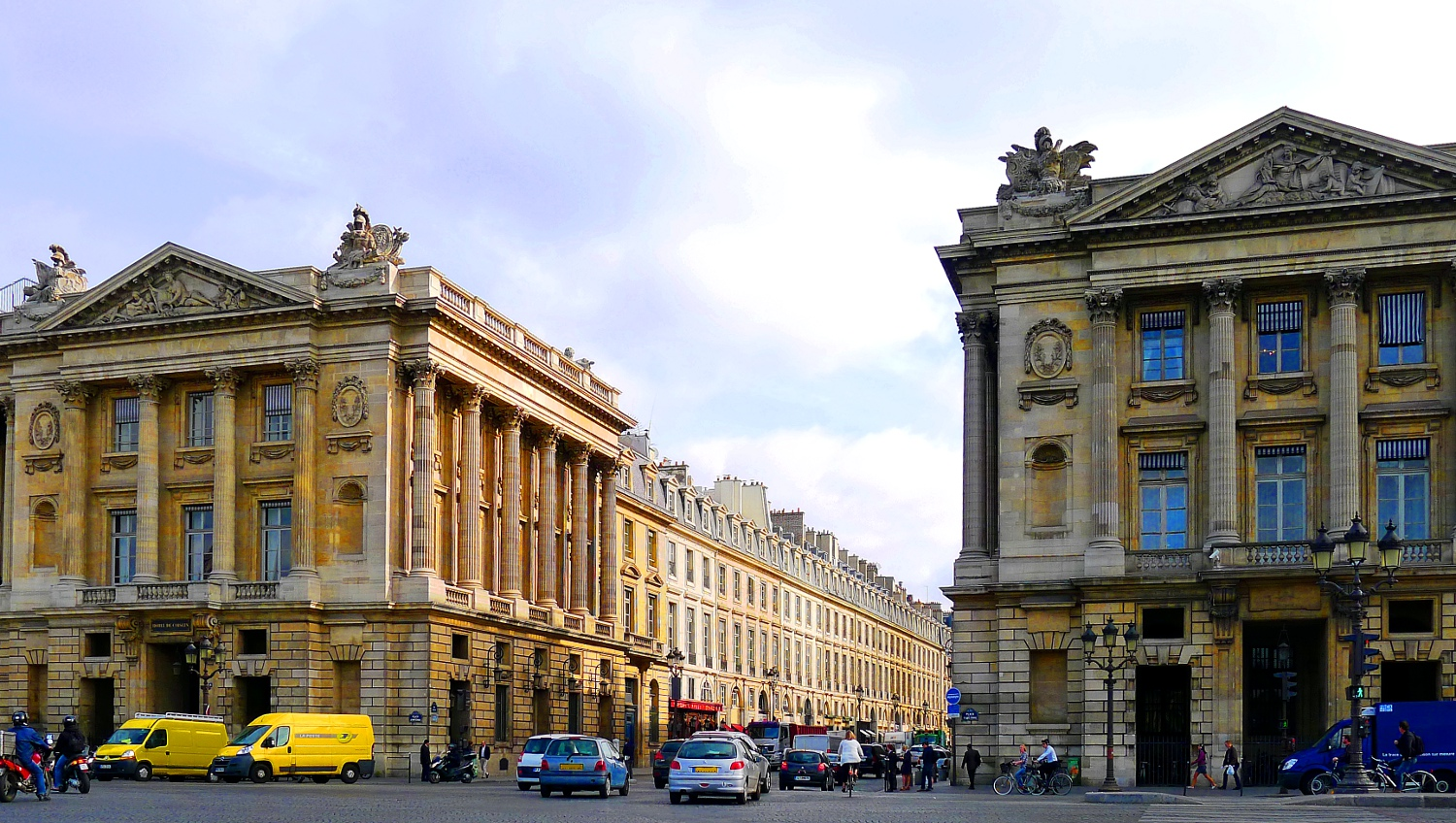
L'entrée de la rue Royale sur la place de la Concorde ; à gauche, l'hôtel de Crillon, à droite l'hôtel de la Marine.
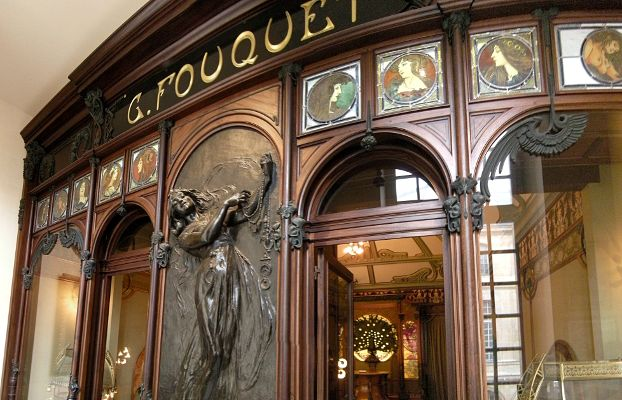
Au no 6, façade de la boutique du bijoutier Georges Fouquet conçue en 1901 par Mucha, Paris, musée Carnavalet.
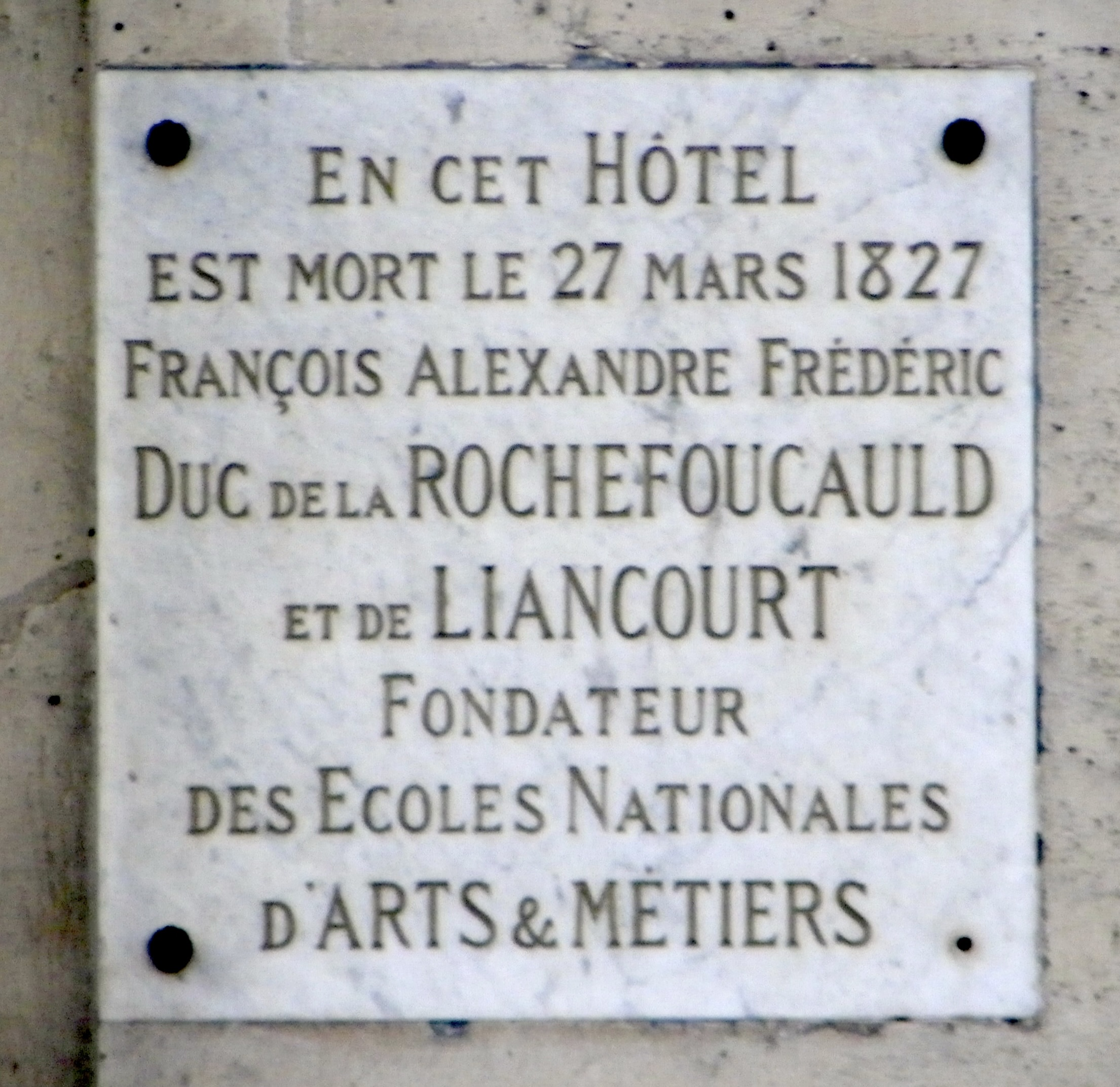
Plaque à la mémoire de François Alexandre Frédéric de La Rochefoucauld-Liancourt au no 9.
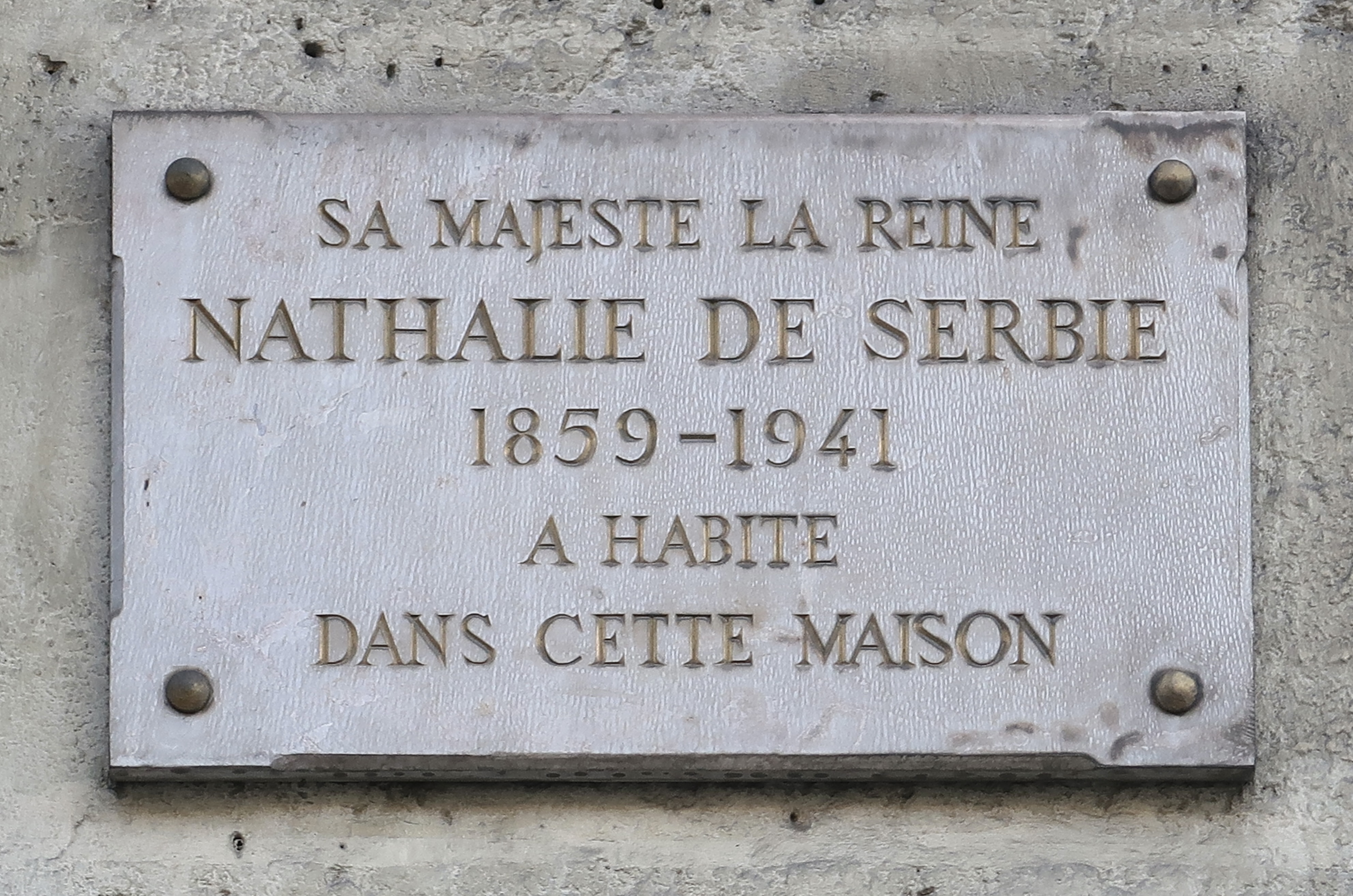
Plaque à la mémoire de Nathalie de Serbie au no 11.

- No 9 : hôtel construit par Louis Le Tellier, après 1781. Louis-Nicolas-Joseph Robillard de Péronville, père de Jacques-Florent Robillard, baron d'Empire sous Napoléon Bonaparte, éditeur du Musée Royal à l'attention de Napoléon Bonaparte et Musée National, y décède le 24 juillet 1809. François Alexandre Frédéric de La Rochefoucauld-Liancourt y est mort le 27 mars 1827[13].
- No 11 : hôtel construit par Louis Le Tellier, après 1781. Le grand salon à pans coupés a été remonté à Paris au musée Nissim-de-Camondo et la chambre à coucher au Palacio Errázuriz (es), musée des Arts décoratifs de Buenos Aires[14]. La reine Nathalie de Serbie (1859-1941) y a vécu[15]. Salle d'expositions Brunner en 1910[3].
- No 13 : hôtel construit par Louis Le Tellier, après 1781. L'écrivain Jean Baptiste Antoine Suard, secrétaire perpétuel de l'Académie française, est mort dans cet immeuble le 20 juillet 1817. Un salon de l'appartement sur rue a été remonté au Philadelphia Museum of Art de Philadelphie (Pennsylvanie).
- No 14, à l'angle de la rue Saint-Honoré) : à l'emplacement de l'agence du Crédit lyonnais, installée à cet endroit depuis au moins 1910[3], se trouvait à la fin du XIXe siècle un cabaret à l'enseigne de La Porte Saint-Honoré rappelant l'ancienne porte de l'enceinte de Louis XIII qui se trouvait à cet emplacement et qui fut démolie en 1733. Le physiologiste Claude Bernard a vécu dans cette maison en 1859[3]. Le 5 avril 1939, le bâtiment devient le siège social de la société L'Oréal, dont l'actionnaire principal est Eugène Schueller. Les locaux de l'entreprise occupent par ailleurs tous les bâtiments appartenant à ce numéro et courent jusqu’à la rue Saint-Florentin, parallèle à celle-ci.
- No 15 : la joaillerie Heurgon, fondée en 1865[16] ; depuis, cette célèbre enseigne parisienne s'est étendue sur tout l'immeuble ainsi qu'au 25 de la rue du Faubourg-Saint-Honoré.
- No 16 : la boulangerie Ladurée fondée en 1862. En 1871, alors que le baron Haussmann donne un nouveau visage à Paris, un incendie permet la transformation de la boulangerie en pâtisserie. Ernest Ladurée a l’idée de mélanger les genres : le café parisien et la pâtisserie, et donne ainsi naissance à l’un des premiers salons de thé de la capitale. C'est alors un lieu où se retrouvent les femmes qui délaissent les cercles, alors plus à la mode. Ce bâtiment est classé et a conservé le même décor depuis sa reconstruction après l'incendie. Ladurée est resté une pâtisserie célèbre pour ses macarons.

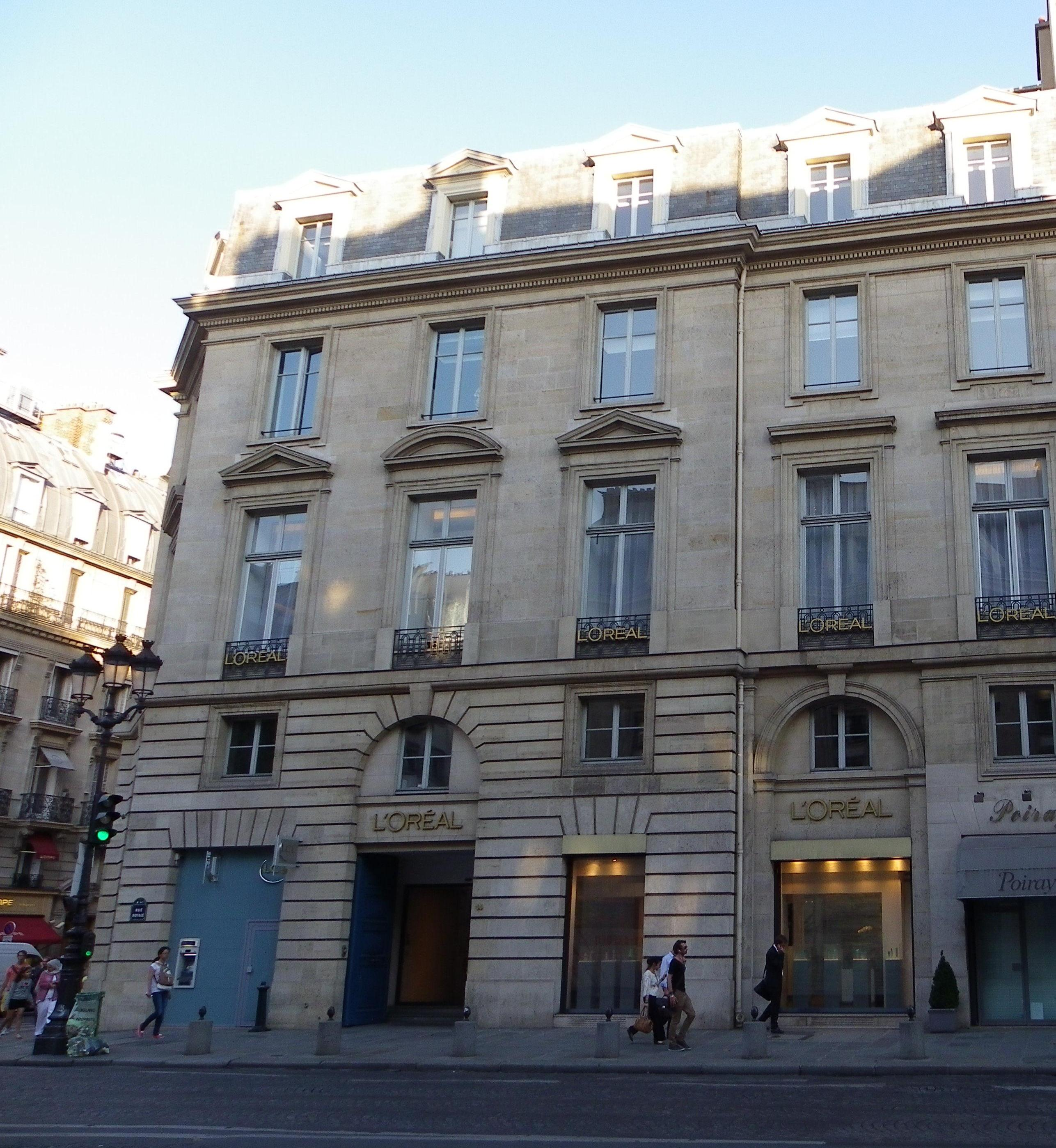
Immeuble du no 14.
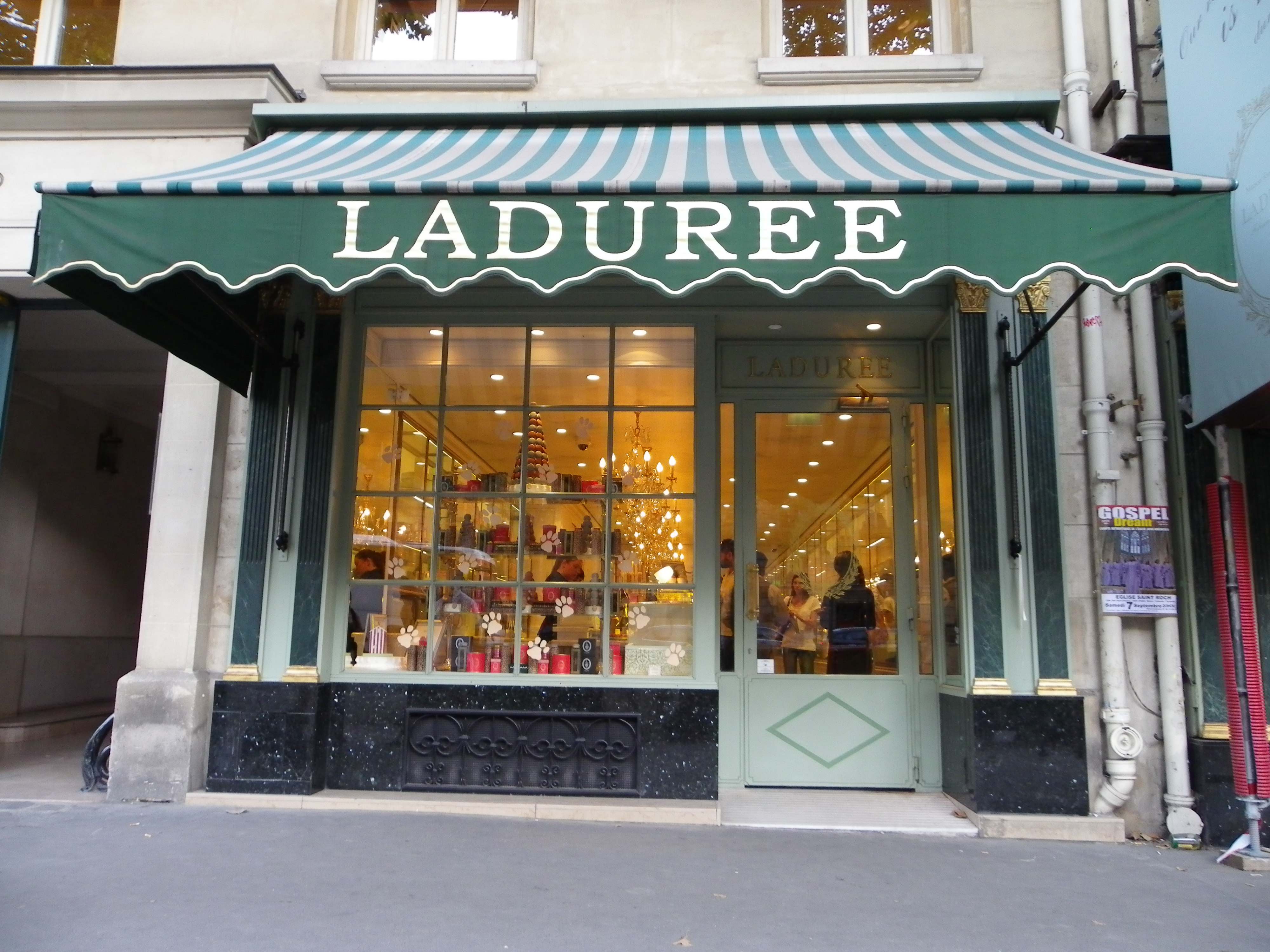
La Maison Ladurée au no 16.
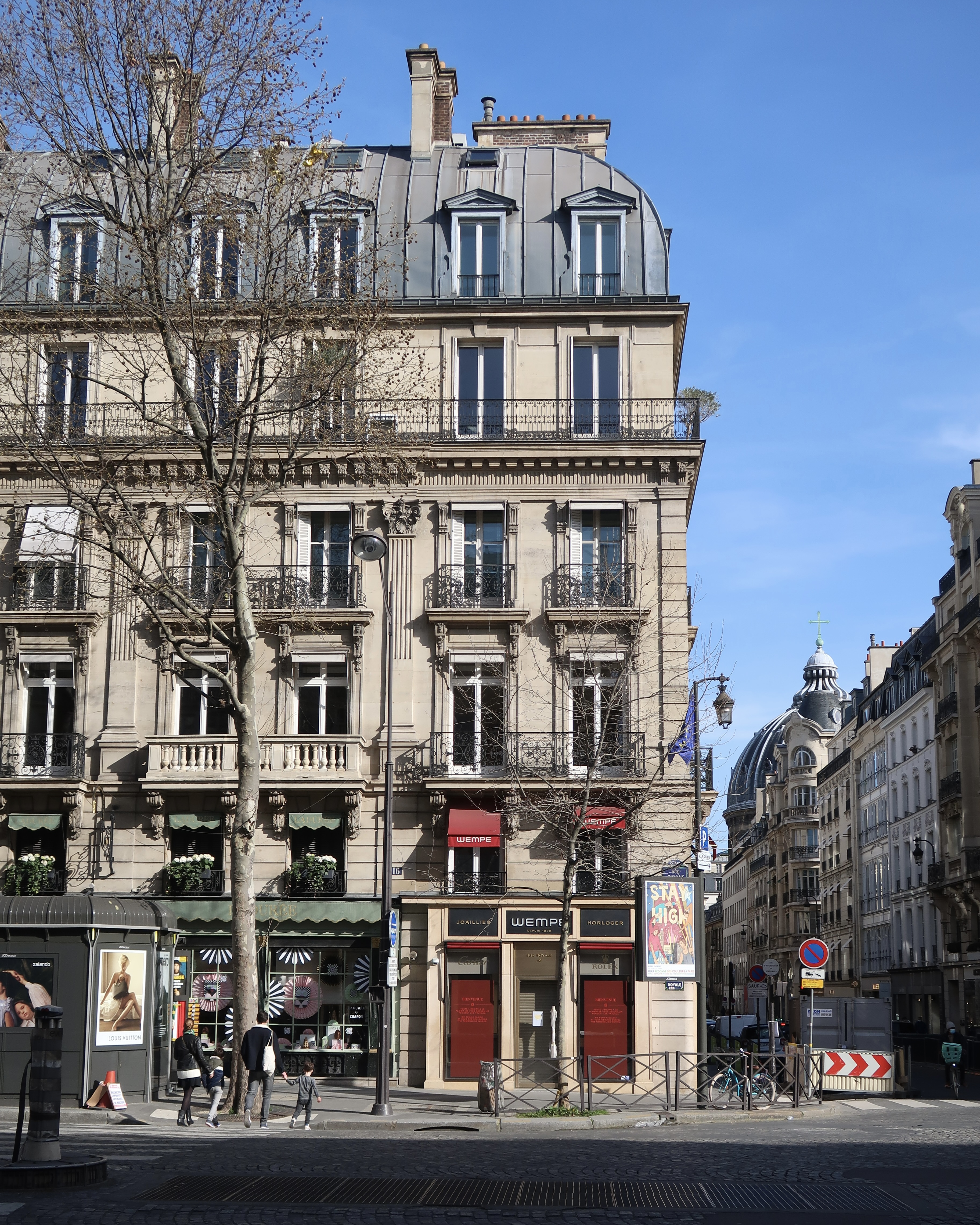
No 16, au croisement avec la rue Saint-Honoré.

- No 20 : le photographe Eugène Druet y ouvrit une galerie d'art en 1908.
- No 21 : la célèbre brasserie Weber était installée dans cet immeuble de 1899 à 1961. Avant 1914, elle était le rendez-vous des écrivains, des journalistes et des artistes, fréquentée par les dessinateurs Forain et Caran d'Ache, les écrivains Paul-Jean Toulet, Léon Daudet, Marcel Proust, les rédactions du Temps et du Figaro, des comédiens comme Marguerite Deval. Après les émeutes du 6 février 1934, on transporta les blessés chez Weber en attendant qu'ils reçoivent les premiers soins. Elle fut à partir de 1905 la propriété de l'hôtelier Arthur Millon puis de son gendre René Kieffer (1880-1945).
- No 22 : le duc Pasquier est mort à cette adresse en 1862[3].
- No 23 : immeuble construit en 1907 sur l'emplacement d'une ancienne salle des Missions évangéliques et d'un théâtre éphémère dit théâtre Royal (1906)[3]. En 1889, le photographe Eugène Pirou y avait ses studios photographiques[17].
- No 24 : 
  - Jean-Jacques Lubin (1765-1794), frère de Jean-Baptiste Lubin, demeurait au 24, rue de la Révolution (ancien nom de la rue Royale) au moment de son exécution[18]
  - domicile de l'humoriste Alphonse Allais[3].
- No 25 : entrée de la Cité Berryer qui s'étend jusqu'au 24 rue Boissy-d'Anglas; emplacement de l'ancien marché d'Aguesseau, inauguré en juillet 1746. Au cinquième étage, était installée de 1927 à 1987, l’agence de presse photographique Keystone[19].
- No 27 et no 3 place de la Madeleine : immeuble ayant abrité la Brasserie Autrichienne, fortement endommagée par des projectiles tirées lors de la Commune, dans la deuxième quinzaine du mois de mai 1871[20] ; le restaurant Larue, ouvert au même emplacement en 1886, accueillit Proust au début des années 1900, et à partir de 1924 la réunion mensuelle dite  « Dîner Bixio »[21].
- No 33 (disparu) : un débit de boisson nommé Irish and American Bar fréquenté par Henri de Toulouse-Lautrec, qui en a fait plusieurs dessins montrant notamment Gabriel Sue ou le duo de clowns Foottit et Chocolat.

### Film tourné rue Royale
- Le Château de verre (1950), de René Clément.

## Pour approfondir